# Stampkotmolen (Merelbeke)
De Stampkotmolen is een windmolenrestant in de Oost-Vlaamse plaats Merelbeke, gelegen aan de Lembergsesteenweg 106.
Deze ronde stenen molen van het type beltmolen fungeerde als korenmolen en oliemolen.

## Geschiedenis
De molen werd opgericht in 1787. In de 19e eeuw werd ook een dorsmachine aangedreven door de windmolen. In 1902 werd ook een stoommachine aangeschaft. De molen deed in 1914 nog dienst als veldhospitaal. In 1927 werd in de molen ook mechanisch gemalen. Omstreeks 1945 werdwenen kap en wiekenkruis en kwam vermoedelijk ook een eind aan de mechanische maalderij.
De molenromp werd ingericht als bergplaats en later ook als woning. Van het oorspronkelijke binnenwerk is niets bewaard gebleven.
- Inventaris van het Bouwkundig Erfgoed (Vlaanderen): 36389